# Carnaval d'Albi
Le Carnaval d'Albi se déroule, selon les années, de fin janvier à début mars dans les rues de la ville d'Albi. Les premières traces de ce carnaval seraient antérieures à la construction de la  cathédrale Sainte-Cécile, mais après diverses périodes où le carnaval a été abandonné puis relancé, le carnaval d'Albi est fêté chaque année quasiment sans discontinuer depuis 1951.
Une procession de dix à vingt chars (selon les années) défile dans la ville, chacun ayant un thème différent. Ces chars monumentaux en carton-pâte sont caractéristiques de ce festival depuis 1905, mais le carnaval est plus ancien, on en trouve déjà mention au milieu du XIXe siècle, et la tradition en fait remonter l'origine au Moyen Âge. Une reine est désignée chaque année pour présider les festivités.